# Anselme Amoussou
Anselme Amoussou, enseignant et syndicaliste béninois, est un acteur de la société civile au Bénin. Secrétaire général de la CSA-Bénin, il est élu, en novembre 2023, secrétaire général adjoint de la confédération syndicale internationale de la Région Afrique (CSI-Afrique) devenant le premier béninois à accéder un tel échelon.

## Biographie

### Militantisme syndical
Anselme Amoussou commence le militantisme  au sein du Syndicat national des enseignants pour le renouveau éducatif au Bénin. De secrétaire adjoint, il finit par occuper le poste du secrétaire général de cette organisation pendant plus d'une décennie. En 2008, il devient le porte-parole du Front d’action des syndicats des trois ordres de l’éducation (primaire, secondaire et supérieur). Il rejoint ensuite Confédération des syndicats autonomes du Bénin. En décembre 2016, il prend les rênes de l'organisation en tant que secrétaire général succédant à Dieudonné Lokossou pour conduire les revendications des enseignants,, Réélu Secrétaire général de la CSA Bénin en décembre 2021, il se fait aussi élire Secrétaire général adjoint de la Confédération Syndicale Internationale de la Région Afrique (CSI-Afrique) en novembre 2023 à Nairobi, au Kenya pour un mandat de quatre ans. Il devient alors le premier syndicaliste béninois à atteindre cet échelon africain,,,. En mai 2024, il participe aux manifestations  intersyndicales contre la cherté de la vie au Bénin,,.